# 57 pr. n. št.
57 pr. n. št. je bilo leto predjulijanskega rimskega koledarja. V rimskem svetu je bilo znano kot leto sokonzulstva Lentula in Metela, pa tudi kot leto 697 ab urbe condita.
Oznaka 57 pr. Kr. oz. 57 AC (Ante Christum, »pred Kristusom«), zdaj posodobljeno v 57 pr. n. št., se uporablja od srednjega veka, ko se je uveljavilo številčenje po sistemu Anno Domini.

## Smrti
- Fraat III., veliki kralj (šah) Partskega cesarstva
- Kleopatra VI., kraljica Egipta